# Porto di Beirut
Il porto di Beirut (in arabo مرفأ بيروت‎?) è il principale porto del Libano situato nella parte orientale della baia di San Giorgio, sulla costa settentrionale di Beirut sul Mediterraneo, a ovest del fiume Beirut. È uno dei porti più grandi e più trafficati del Mediterraneo orientale.  Il porto e l'aeroporto internazionale Rafic Hariri sono i principali punti di entrata nel paese.

## Descrizione

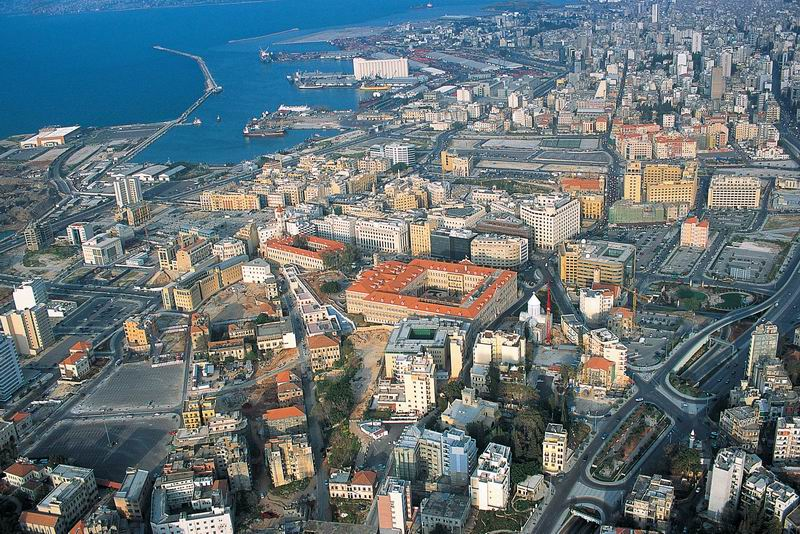
Vista aerea

Il porto è gestito dalla Gestion et exploitation du port de Beyrouth (GEPB, in italiano Autorità portuale di Beirut). Le operazioni del terminal container sono subappaltate al consorzio privato Terminal container Beirut (BCTC). 
Dalla fine della guerra civile libanese nel 1990, il porto ha subito un importante programma di aggiornamento ed espansione con il ripristino delle strutture portuali esistenti, la costruzione di nuovi edifici amministrativi e la costruzione di un nuovo terminal container. 
È un punto d'accesso importante per il trasporto delle merci in Siria, Giordania, Iraq e negli Stati del Golfo Persico. 
Il porto ha una superficie totale di 1.200.000 m² e dispone di quattro bacini, 16 banchine e un nuovo terminal container alla banchina 16 in grado di movimentare 745.000 tonnellate di merci all'anno. 
La zona franca comprende tre edifici industriali con magazzini che coprono una superficie totale di 32.400 m² e un edificio commerciale con 46 negozi duty-free che coprono una superficie di 11.200 m². Nel 2007 è stata istituita la Logistic Free Zone (LFZ), contenente diversi magazzini logistici in cui le merci possono subire trasformazioni prima di essere esportate via terra, mare e aria o importate in Libano. 
L'area di carico generale è composta da 12 magazzini e un silo di grano con una capacità di 120.000 tonnellate. 
Il porto beritense è stato selezionato come hub di trasbordo per la seconda e la terza più grande compagnia di trasporto marittimo di container nel mondo, rispettivamente la Mediterranean Shipping Company (MSC) e la francese CMA CGM. Quest'ultimo costruisce un quartier generale regionale da $ 12 milioni vicino al porto. 
Il terminal passeggeri si trova lungo la banchina 5 di fronte al secondo bacino del porto. La vecchia struttura, giudicata obsoleta e inadeguata, è stata ricostruita in un moderno edificio di 600 m² con una struttura decorativa a vela anteriore. 
Lo storico primo bacino del porto, che ospita la base navale di Beirut, sarà completamente riqualificato da Solidere, la società immobiliare libanese da 2 miliardi di dollari che sta ricostruendo il distretto centrale di Beirut (BCD). La riqualificazione comporterà la trasformazione delle banchine 1 e 2 in una passeggiata pubblica insieme alla costruzione di immobili commerciali per il tempo libero. 
Il porto non ha uno snodo ferroviario; tuttavia, come parte di un progetto a lungo termine per ripristinare il sistema ferroviario in Libano, è prevista la realizzazione di un collegamento con il porto. 
In seguito all'esplosione di un magazzino, avvenuta alle 18:08 del 4 agosto 2020, il porto è chiuso al traffico. Tutte le infrastrutture portuali e i magazzini sono andati distrutti o gravemente danneggiati, insieme agli stessi moli di attracco, alcune imbarcazioni nell'area e parte della città stessa.

## Consorzio terminal container Beirut
La gestione e il funzionamento del terminal container è subappaltato al Beirut Container Terminal Consortium (BCTC) che è composto dall'International Port Management Beirut con sede in Libano (IPMB), dalla Portia Management Services (PMS) con sede in Gran Bretagna e dalla logistica con sede in America e Port Management, Americas (LPMA). È stato istituito nel dicembre 2004 e ha iniziato le attività nel 2005, sebbene le strutture del terminal container siano state completate nel 2000. 
La maggior parte del traffico container è gestita dalla nuova banchina 16, la più lunga e profonda di tutte le banchine con una lunghezza di 600 me una bozza di 15,5 m che consente di ospitare le più grandi navi portacontainer del mondo. Ha un'area di impilamento di 365.000 m² che consente di elaborare fino a 745.000 TEU all'anno. 
La banchina 16 è dotata di 6 gru per container Super-post-Panamax e 18 gru a cavalletto gommate prodotte dalla Shanghai Zhenhua Heavy Industry Company (ZPMC). 
A causa dell'elevato traffico che sta attraversando il terminal container, il BCTC ha raggiunto un accordo con l'autorità portuale per utilizzare le banchine 12, 13 e 14 precedenti per la gestione di navi portacontainer più piccole quando la banchina 16 è occupata. Ciò consente al terminal container di elaborare fino a 1.200.000 TEU all'anno e ridurre i tempi di attesa della nave. Le navi portacontainer che vengono lavorate in queste banchine più vecchie e nella banchina 15 hanno i loro container caricati e scaricati da due gru portuali mobili prodotte dalla Gottwald Port Technology. 

### Espansione

#### Prima fase
La prima fase di espansione terminal container è stato lanciato lo scorso anno e coinvolge l'espansione banchina 16 per 500 metri ad est di raggiungere la foce del fiume Beirut bonificando 140.000 m² di terreno creazione di una nuova area 180,000 m² impilamento per i contenitori. Ciò estenderà la banchina dagli attuali 600 a 1.100 m. Il pescaggio lungo la banchina estesa sarà di 17,5 m. Anche il frangiflutti staccato esistente per la banchina 16 sarà esteso. L'espansione aumenterà la capacità del terminal container di 450.000 TEU consentendo al terminal di elaborare 1.500.000 TEU all'anno. La joint venture danese-libanese, Pihl-Hourie, ha vinto il contratto per il progetto di espansione che avrà un costo di $ 128 milioni e sarà completato nel 2012. 

#### Seconda fase
Una volta completata la prima fase nel 2012, verrà lanciata la seconda fase che comporterà il riempimento del quarto bacino del porto, colmando le banchine 12 e 16, creando una banchina lunga 2.300 m che aumenta la capacità del terminal container di 600.000 TEU consentendo terminale per elaborare 2.100.000 TEU all'anno.